# Séraphin (film)
Pour les articles homonymes, voir Séraphin.
Pour plus de détails, voir Fiche technique et Distribution.
Séraphin est un film canadien réalisé par Paul Gury, sorti en 1950.

## Synopsis
- Voir synopsis du film Un homme et son péché (1949), Séraphin en est la suite.

## Fiche technique
- Titre : Séraphin
- Réalisation : Paul Gury
- Scénario : Paul Gury et Claude-Henri Grignon, d'après son roman Un homme et son péché
- Production : Paul L'Anglais
- Décors : Jacques Pelletier
- Accessoiriste : Percy-Arthur Graveline
- Costumes : Laure Cabana
- Photographie : Drummond Drury
- Son :  Oscar Marcoux
- Montage : Jean Boisvert
- Musique : Paul Colbert et Arthur Morrow
- La scripte : Andréanne Lafond
- Studio: Équinoxe
- Budget : 140 000 dollars canadiens (90 000 euros)
- Pays d'origine : Canada
- Format : Noir et blanc - 1,37:1 - Mono - 35 mm
- Genre : Drame
- Durée : 102 minutes  (1 h 42)
- Date de sortie : 
  - Québec :  17 février 1950

## Distribution
- Hector Charland : Seraphin
- Nicole Germain : Donalda
- Guy Provost : Alexis
- Suzanne Avon : Artemise
- Henri Poitras : Jambe de bois
- Antoinette Giroux : Angelique
- Arthur Lefebvre : Bill Wabo
- Marcel Sylvain : Docteur Cyprien
- Claude-Henri Grignon : un révolté
- Armand Leguet : Pit Caribou
- Jeannette Teasdale : Delima
- Eddy Tremblay : Cure Labelle
- Camille Ducharme : le notaire
- Eugène Daigneault : Père Ovide
- J. Léo Gagnon : Zacharie Lapaille

## Autour du film
- Le tournage s'est déroulé du 7 septembre au 2 novembre 1949.
- Le film fait suite à Un homme et son péché (1949), toujours réalisé par Paul Gury et écrit par Claude-Henri Grignon d'après son roman.